# Wiener Residenzorchester

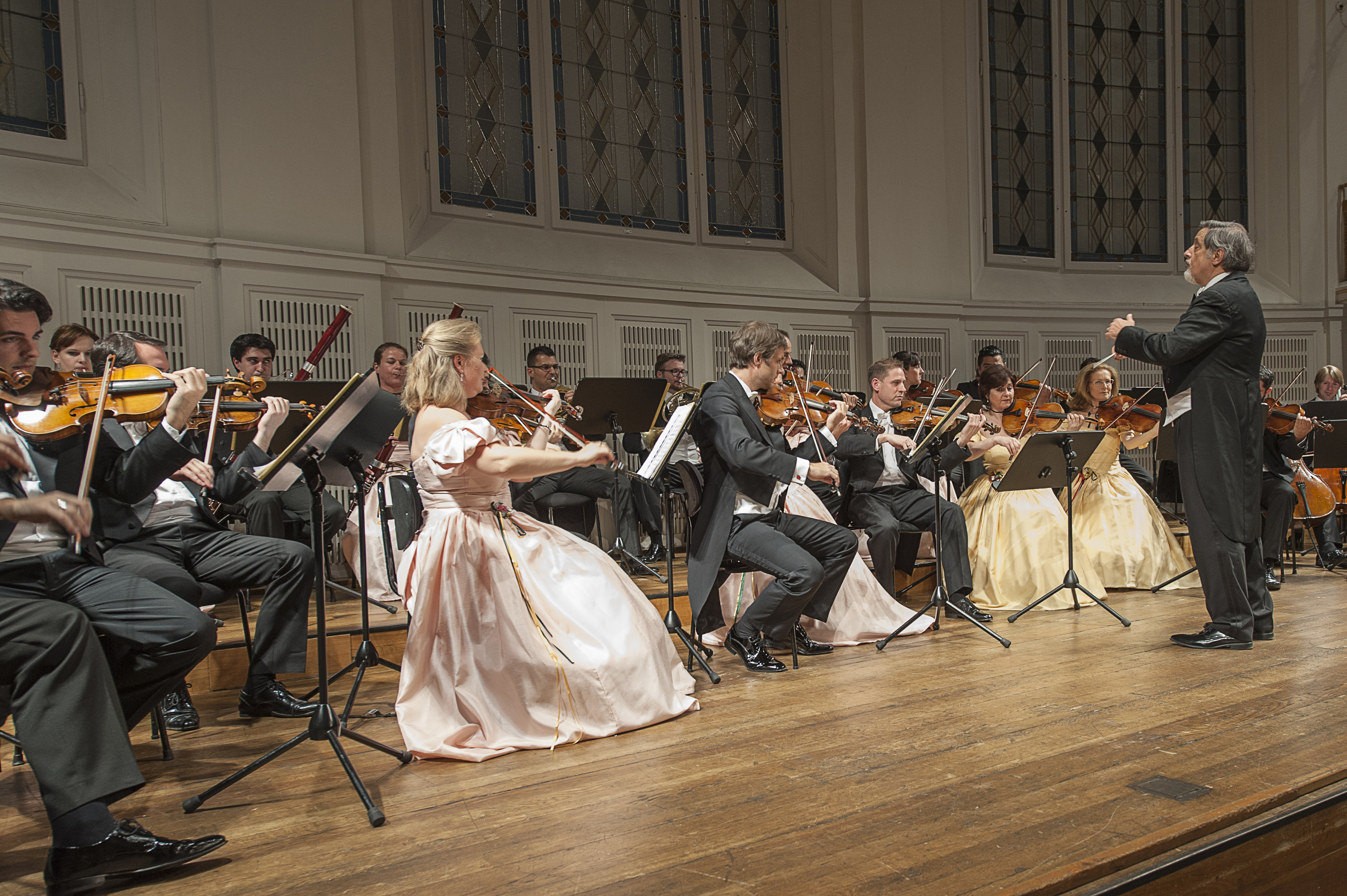
Wiener Residenzorchester im Wiener Konzerthaus (Mozartsaal)

Das Wiener Residenzorchester ist ein in Wien (Österreich) beheimatetes klassisches Orchester, das 1990 vom Pianisten und Dirigenten Paul Moser und seiner Gattin Sylvia Moser gegründet wurde.

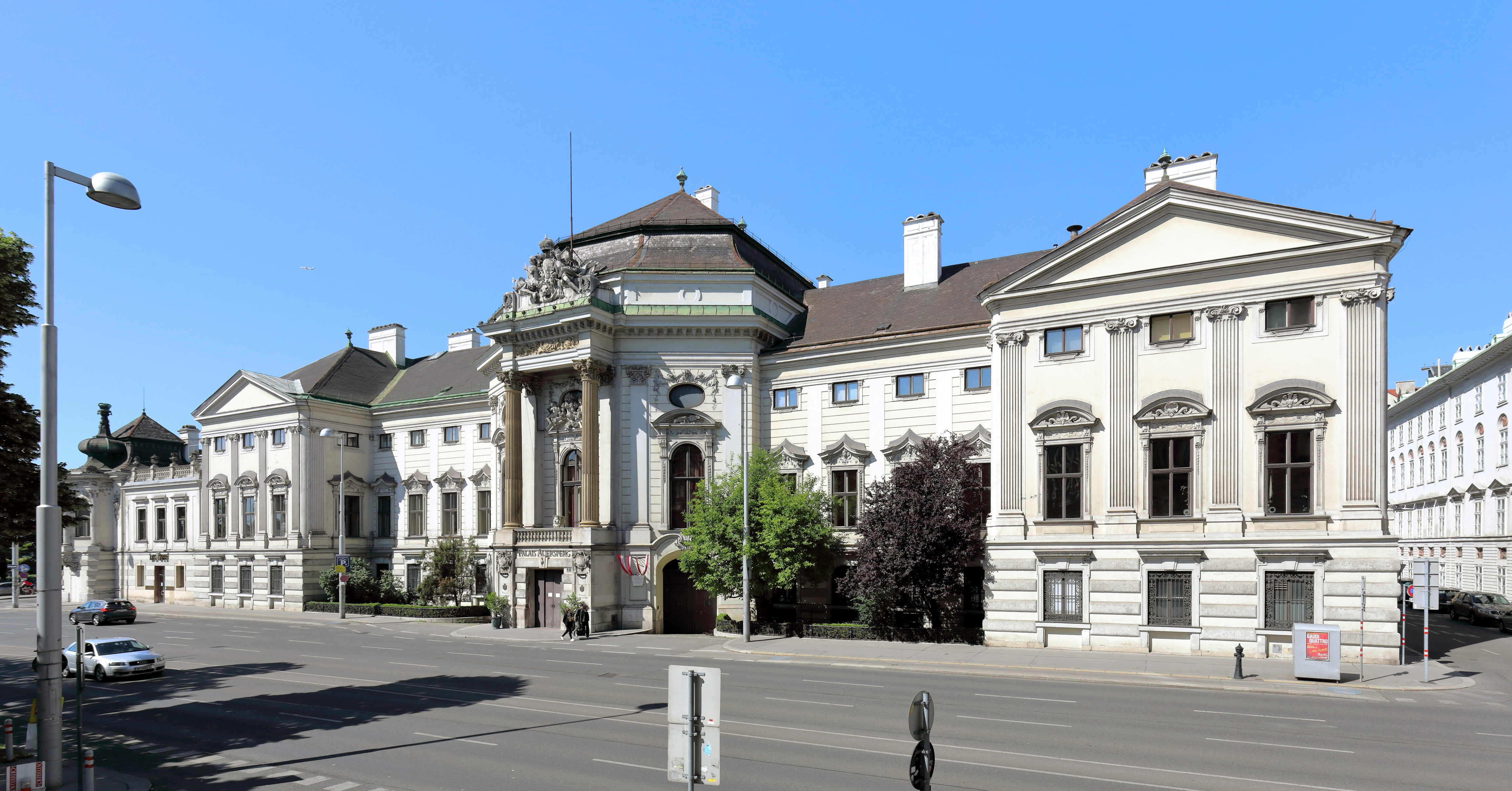
Palais Auersperg, Wien

Das Orchester spielt Werke der Wiener Klassik in verschieden großer Besetzung. Dabei liegt der Schwerpunkt auf Kompositionen Wolfgang Amadeus Mozarts und der Strauss-Familie sowie Werken der klassischen Wiener Operette. Als Solisten treten renommierte Opernsänger sowie Tänzer des Balletts der Wiener Staatsoper und Volksoper auf.
Die zahlreichen Veranstaltungsreihen werden in Wiens bekanntesten Palais und Konzertsälen durchgeführt und zählen jährlich an die 150.000 Konzertbesucher.
Das Wiener Residenzorchester ist Teil der Wiener Residenzorchester Veranstaltungs GmbH.

## Veranstaltungsorte
Die tägliche Konzertreihe des Wiener Residenzorchesters findet in der Hauptlocation, dem historischen Palais Auersperg in Wien, statt.
Zusätzlich werden Konzerte an anderen (historischen) Konzertorten veranstaltet, wie dem Wiener Börsepalais, dem Palais Daun-Kinsky, sowie dem Heeresgeschichtlichen Museum (Arsenal), aber auch dem Wiener Konzerthaus oder dem Wiener Musikverein, sowie dem Palais Liechtenstein.

## Geschichte
Das Wiener Residenzorchester wurde 1990 vom Pianisten und Dirigenten Paul Moser und seiner Gattin Sylvia Moser gegründet, um die Werke der Wiener Klassik, wie Mozart, Haydn und Beethoven, authentisch zu interpretieren. Hierbei spielt der Wiener Walzer eine wichtige Rolle, sowie der typische Wiener Klang, bekannt geworden durch die Streicher der Wiener Philharmoniker.
1991 war das Orchester offizieller Österreichvertreter bei den Mozart-Gedenkfeierlichkeiten und spielte zahlreiche Konzerte beim Festival „Wiener Klangbogen“ (ehemals „Wiener Musiksommer“).
Rudolf Chametowitsch Nurejew wurde im Jahr 1992 erster Gastdirigent des Orchesters. Unter seiner Leitung konzertierte das Wiener Residenzorchester in ganz Europa mit namhaften Künstlern, wie Rainer Küchl, dem Konzertmeister der Wiener Philharmoniker, Startenor Jochen Kowalski, sowie Dirigenten wie Arild Remmereit, Giuseppe Lanzetta, Herbert Roggenburg u. a.
1998–2004 leitete Paul Moser das von ihm gegründete Orchester selbst und etablierte eine tägliche Konzertreihe im Stadtpalais Liechtenstein. Im Sommer wurden zusätzliche Konzerte im Gartenpalais Liechtenstein veranstaltet.
Sylvia Moser als Veranstalterin und Robert Lehrbaumer als Künstlerischer Leiter veranstalteten 2002–2006 „New Classix“ – eine innovative Konzertinitiative in Wien – Sonntag-Matinee-Konzerte im Palais Auersperg und im Palais Liechtenstein. Dirigent/Pianist Robert Lehrbaumer gestaltete mit prominenten Künstlerfreunden und Rising Stars ungewöhnliche Konzertprogramme mit anregend-unterhaltsamen Moderationen.
Im Jahr 2004 übernahm Zoltan Janikovic nach dem frühen Tod Paul Mosers die künstlerische Leitung des Orchesters.
Christian Pollack übernahm 2006 die musikalische Leitung des Wiener Residenzorchesters. Er lud zudem Gastdirigenten, wie Gerhard Lagrange, Daniel Hoyem-Cavazza und Robert Lehrbaumer, ein.
2017 trat Christian Pollack zurück und Giuseppe Montesano übernahm die künstlerische Leitung des Wiener Residenzorchesters.

## Gastspiele
in den ersten Jahren nach der Gründung war das Orchester bei bekannten internationalen Festivals zu Gast.
Die rege Tourneetätigkeit umfasste Auftritte in Paris, Berlin, Rom, Venedig, Ravello, Deauville, Athen, der Staatsoper Budapest, Varese, Mexico, Brüssel, Salzburg, sowie dem Wiener Musikverein.
Es folgten Konzerte in Uruguay (1998), Mexico (1998), Brüssel (1999), Thailand (2002), Spanien (Canet de Mar, Rialp und Altafulla, 2007) und Italien (Imola, 2007).
Weitere Stationen waren die „Österreichwochen“ in Stockholm (1997), ein Auftritt im Rahmen des Karnevals in Venedig (2001), beim „Italian Fashion & Cultural Event“ in Dubai (2003), sowie Auftritte sowohl im Rahmen des Emiglia Romagna Festivals (2008), als auch beim „Festival de Música de la Vila de Llivia” und beim “Festival de Música de la Vila de Rialp” (2012).
Das Wiener Residenzorchester organisierte zudem individuelle Konzerte für kleine Besetzungen, wie z. B. ein Recital in Altafulla (2015), bei dem der langjährige Gastdirigent Robert Lehrbaumer mit der Solistin Rita-Lucia Schneider ein äußerst stimmungsvolles Konzert mit Musik von Franz Liszt bis Franz Lehár präsentierte. Im Jahr 2017 folgte ein Kammerensemble von Fünf Musikern des Wiener Residenzorchesters mit zwei Ballett-Tänzern einer Konzerteinladung ins spanische „Llinars del Vallès“ (2017).
Mit dem Dirigenten und Pianisten Robert Lehrbaumer besteht eine langjährige partnerschaftliche Zusammenarbeit, vor allem auch im Rahmen der jährlich stattfindenden Altenburger Musik-Akademie, bzw. der Halbturner Schlosskonzerte im Stift Altenburg.

## Auszeichnungen
- 2009 – Konzert München Unterföhring: Unter dem Dirigat von Gerhard Lagrange gewann das Wiener Residenzorchester 2009 den Kulturpreis „Unterföhringer Mohr“.

Beim Folgekonzert 2011 wurde der Kulturpreis an das Wiener Residenzorchester übergeben. Der Kulturpreis der Gemeinde Unterföhring hat eine Besonderheit: Der „Unterföhringer Mohr“ ist ein reiner Publikumspreis: Der Künstler oder das Ensemble mit den meisten positiven Bewertungen wird dann jeweils zum Jahresbeginn zum Sieger gekürt und zu einem erneuten Gastspiel nach Unterföhring eingeladen. Der Preis besteht aus einer Marmorbüste nach Entwürfen der Ismaninger Steinbildhauerin Margit Festl, sowie einem Preisgeld. 2010 wurde der Kulturpreis erstmals verliehen, er ging an die Gruppe Quadro Nuevo für seine Leistung in Unterföhring im Jahr 2008. 2011 folgte das Wiener Residenzorchester.